# 水危机

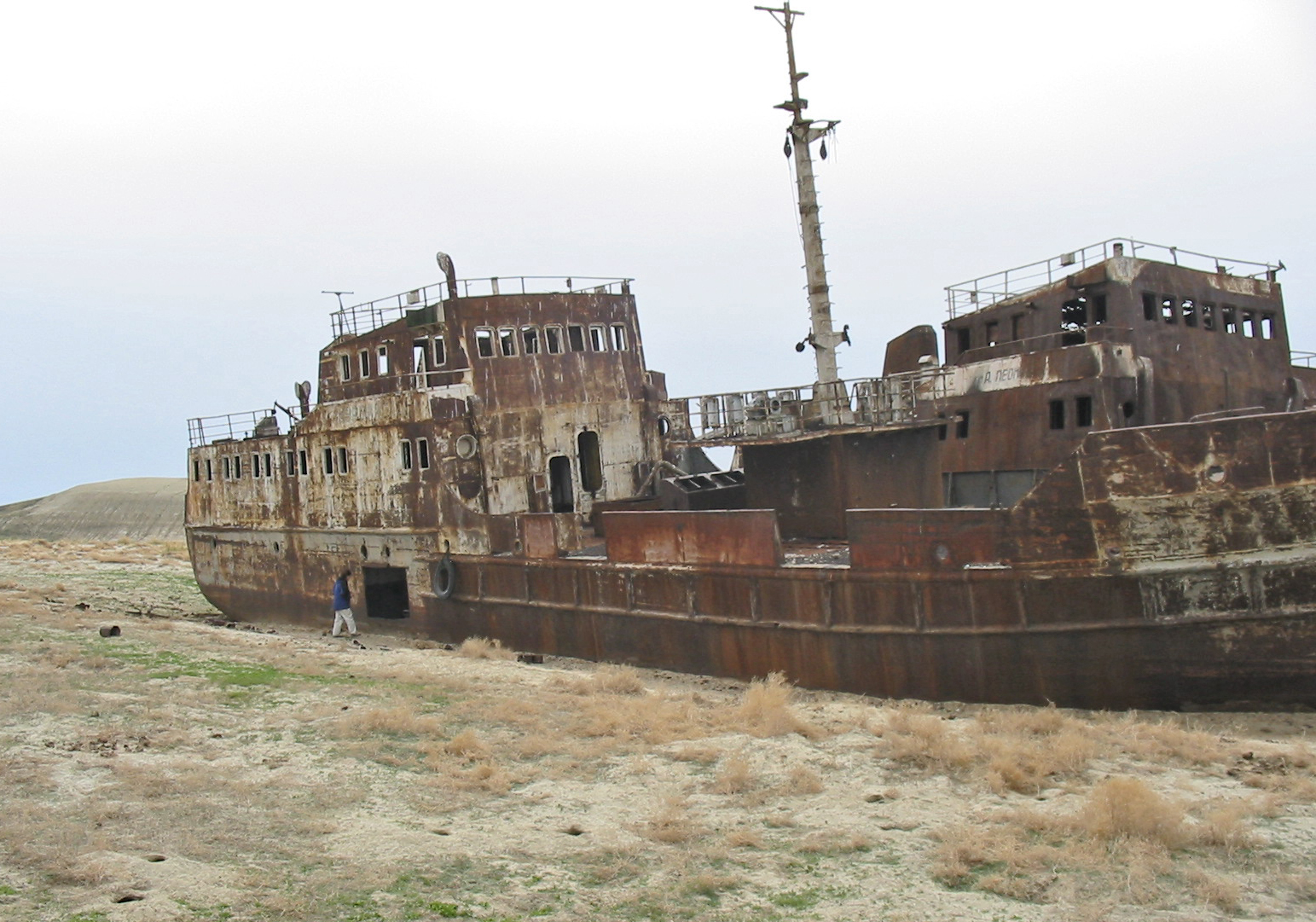
因鹹海乾涸而被遺棄的船隻

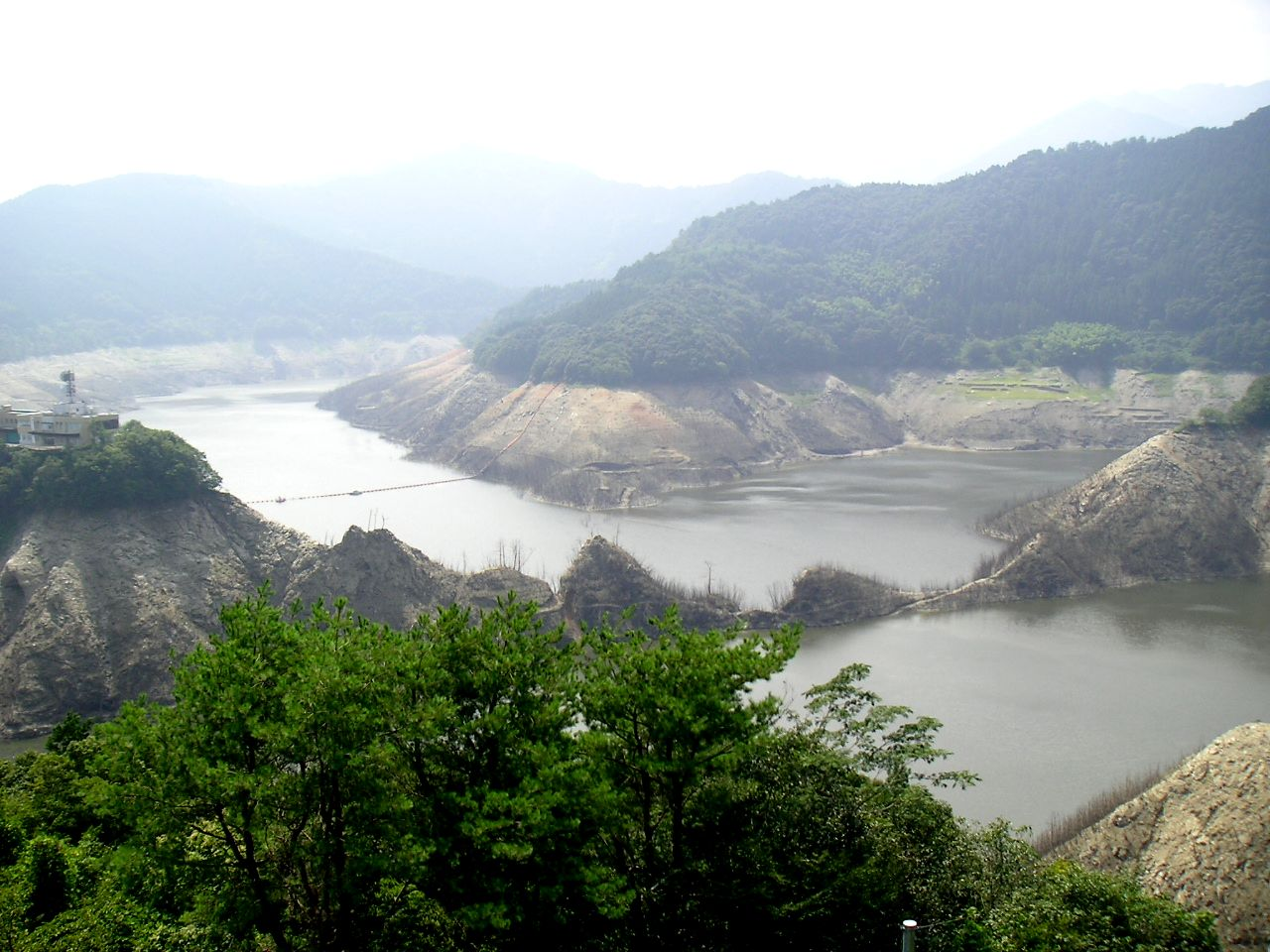
日本早明浦水壩多次出現斷水危機

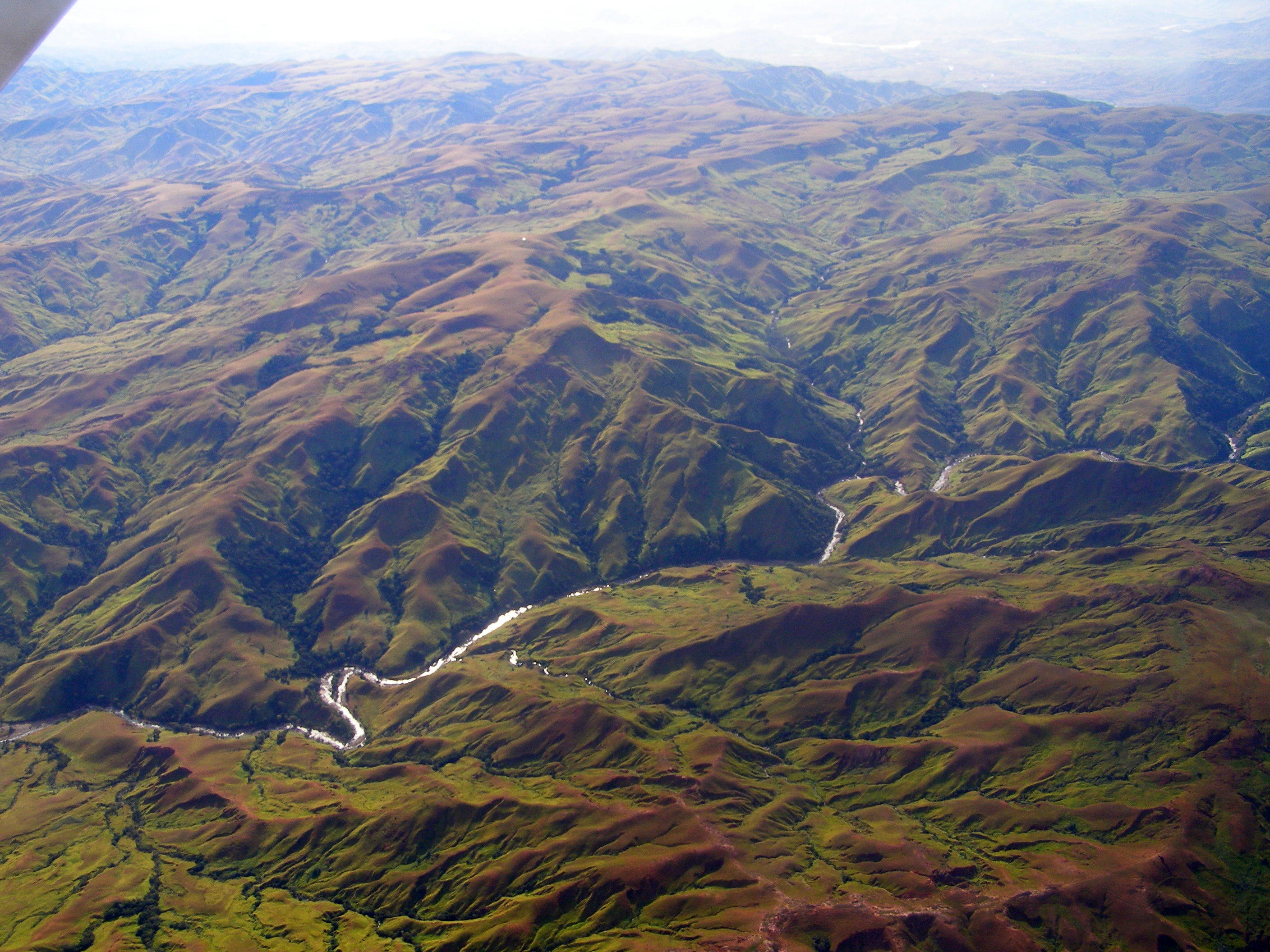
馬達加斯加的森林砍伐造成河水水流稀少

水危機是聯合國及其他國際組織用來泛指自1970年以來世界性的水資源相對人類需求的狀況，主要的危機來源是可用水的匱乏以及水體污染。
地球的淡水資源有限，主要出現在蓄水層、表面流和大氣層中。海水有時被誤認為是可用水，但其實由於將鹹水轉化為飲用水需要巨大的能量，所以世界上只有極少部分淡水是來自海水淡化.。
不少現象均顯示出水危機的存在：
- 約十億人得不到可安全飲用的水。
- 地下水缺乏令農作物減少。[6]
- 過度使用及污染水資源危害生物多樣性。
- 地區關於稀少水資源的衝突有時引致戰爭。

與水有關的疾病和缺乏衛生的家用食水是世界上死亡個案的一大原因，與水有關的疾病更是兒童死亡的最大原因。在任何時間，世界上躺在醫院病床上的病人有一半是染上與水有關的疾病。根據世界銀行資料，88%疾病是因飲用不潔食水導致。
世界人口在二十世紀急增，因而導致水危機越趨嚴重。旱災令人關注安全食水供應的平衡，但主要令人類受旱災威脅的原因卻是人類本身不愼重考慮而實行的行動。

## 對健康的影響
聯合國指出約有26億人沒有足夠水作衛生用途（如污水處理）。由於沒有水用作污水處理，水危機導致食水跟未經處理的污水混合，是不足夠食水供應的主要不良影響，繼而令飲用受污染食水的人染病及大量死亡。發展中國家兒童的健康最受矚目，每天約有3900兒童因腹瀉死亡。
雖然這些死亡個案被大眾認為是可以避免的，但是實際情況令問題更棘手，因為地球不能提供額外食水。科技能解決部分問題，但昂貴的成本令不少國家放棄而另覓對策。如果發展中國家能擁有更多財富，則問題能稍為緩和，但仍需尋找可持續的政策使每個地區的人口與水資訊運用取得平衡。無論如何，若要解決水危機問題，便必須先承認水資源有限。

## 對生物多樣性的危害
植被和野生動物的生存是完全依賴於足夠的淡水資源，最明顯的是沼澤和河岸地帶，但樹林和其他陸上生態系統也同樣因水源短缺而生產能力下降。隨著人類數目不斷增加，不少濕地被用來畜牧及蓋建房屋。人類用去部分河流上游的水，其他地區的生產能力也因此下降。美國的七個州中，超過八成歷史悠久的濕地在二十世紀八十年代已被填去，而國會裝作濕地面積沒有減少。
歐洲濕地面積也大規模減少，導致生物多樣化受威脅。蘇格蘭不少濕地因人口膨脹而改變發展，例如亞伯丁郡(Aberdeenshire)內超過一半消失，多種藻類也跟著消失。
在馬達加斯加中部的高原，人類的用地活動使所有植被在1970至2000年間完全消失，刀耕火種令全國的生物量下降百分之十，很多地方變為無植物生長的廢地，都是因為要令貧窮而人口過度的土著居民得以溫飽，但溪谷侵蝕同時令淤泥堆積，大量的水不能再用，也破壞數個向西流的河流生態系統，使某些魚類瀕臨絕種和印度洋海底的珊瑚礁減少。

## 水的政治
世界上約260個不同的河流系統，不時有因越過邊界的衝突發生。赫爾辛基規則(Helsinki Rules)幫助解決國家之間的用水權，不過有些紛爭激烈或關係到基本生存而觸發戰爭，在很多情況下用水紛爭只是增加局勢緊張的其中一個原因。
底格里斯─幼發拉底河系是其中一個沿河國家衝突的例子，伊朗、伊拉克和敘利亞各自聲稱擁有河流使用權，但三個國家的總需求量超越河流的水量。1974年伊拉克派遣軍隊到敘利亞邊境，並威脅要破壞敘利亞幼發拉底河上的al-Thawra水壩。
1992年，匈牙利和前捷克斯洛伐克因多瑙河河水調配和水壩建設問題而鬧上國際法院，這是極少數能以理性和法學解決糾紛的例子。
其他例子，如南北韓、以色列和巴勒斯坦、埃及和埃塞俄比亞在尼羅河上的爭端，都證明談判往往都是困難的解決方法。

## 受水危機影響地區
世上很多國家正遭受水危機影響，以下只列出部分威脅程度較大的國家（括號內為受影響人口） （页面存档备份，存于）：
- 蘇丹 (1,230萬)
- 伊朗 (560萬)
- 委內瑞拉 (500萬)
- 敘利亞 (380萬)
- 津巴布韋 (270萬)
- 突尼西亞 (210萬)
- 古巴 (120萬)

加州水資源部指出，若2020年前未能尋得新水源，該區短缺的水需求量將會跟今天總耗水量相當。位於西岸沙漠洛杉磯最多能供水給100萬居民，當局預測2020年和2030年人口會增至220萬及480萬，缺水問題將在2020年前出現。
缺水問題已開始困擾許多小型農業國家，不久也會擴展至大國如中國或印度。有些地方的地下水面，如中國北部、美國和印度因過度抽水而不斷下降，其他國家如巴基斯坦、伊朗和墨西哥也有類似問題。持續下去，將使水源匱乏，穀物收成也會因此減少。在中國，過度仰賴含水層已造成穀物收成逐漸減少，穀物價格可能因此上漲。預料到了二十一世紀中期，有水源短缺問題的國家還會增加三億人口。若不能透過增加女性識字率及家庭計畫來減慢人口膨脹，屆時可能被迫採取粗暴、不人道的方法來解決世界水資源短缺的問題。
阿爾及利亞、埃及、伊朗和巴基斯坦也有大量水源短缺問題，其中四個國家已大量依靠進口穀物，只有巴基斯坦能自給自足，但每年增加400萬人的巴基斯坦，也即將進入世界穀物市場。
聯合國一份氣候報告指出，喜瑪拉雅山河川會因溫度上升而在2035年前消失，作為亞洲大型河流恆河、印度河、雅魯藏布江、長江、湄公河、怒江和黃河的主要水源，印度、中國、巴基斯坦、尼泊爾和緬甸沿岸約四十億人將在未來數十年遭受洪災及旱災影響。單單在印度，恆河就為超過5億人提供飲用水和灌溉用水。

## 展望
研究預測，到了2025年，三分之二的世界人口將得不到安全飲用水和基本衛生服務，建設污水處理廠和減少使用地下水卻不是解決問題的方法。污水處理廠需要大量資金，加上額外水源很難追上急增的人口，即使能成功建成污水處理廠，巨大的運作費用和員工所需的技能也是考慮因素之一。而減少使用地下水在政治上並不受歡迎，嚴重影響農民的生計，若落實會令農作物收成減少，不能提供足夠食糧給國民。
從實際層面來看，發展中國家可嘗試利用簡單的污水處理或化糞設施，以及分析改善污水設施的設計，從而減低對飲用水和生態系統的影響。已發展國家能分享符合成本效益的污水處理和Hydrological transport model等技術。個人層面上，已發展國家的人應自我反省，減少食水浪費，珍惜保貴的淡水資源。所有國家可增加對生態系統的保護，尤其是濕地和河岸地區。這些措施不但能保存生物群(biota)，也能促進大自然的水循環，令水體更適合人類使用。

## 海水淡化
海水淡化技術的成本隨著新科技不斷下降，越來越多國家興建海水淡化設施作為應付水危機的其中一個方法。
- 以色列海水淡化成本為53美分每立方米。[23]
- 新加坡海水淡化成本為49美分每立方米[24]，也利用逆滲透(Reverse osmosis)原理處理污水作工業用途和飲用。
- 人口最多的兩個國家中國和印度轉向海水淡化來滿足小部分的淡水需求。[25], [26]
- 巴基斯坦在2007年宣布海水淡化計畫。[27]
- 澳洲利用海水淡化。[28]
- 百慕達在2007年簽署購買一座海水淡化廠。[29]
- 在美國，加利福尼亞州、德克薩斯州和佛羅里達州利用海水淡化滿足小部分的淡水需求。[30]

核能是一種提供海水淡化能量的可取方法。
海水淡化需要大量資金和對環境的負面影響，因此通常被認為是節約用水不能提供足夠食用水才考慮的最後一著。